# イオン唐津ショッピングセンター
イオン唐津ショッピングセンター（イオンからつショッピングセンター）は、佐賀県唐津市にあるイオン九州のショッピングセンターである。イオン唐津店（イオン九州）を核に42の専門店が並ぶ。1999年9月25日に開店した。
2012年4月13日にリニューアルオープン。直営売場はシニアマーケットに対応した衣料品の品揃えを強化したほか、食品売場は売場面積を拡大し、品揃えを見直した。またサービス面では、65歳以上向けの「ゆうゆうワオンカード」会員であれば、誰でも利用できる休憩スペース「ゆうゆう広場」を設置、さらに専門店には、スポーツ大型専門店「スポーツオーソリティ」（佐賀県初出店、470坪）と100円ショップ「セリア」（140坪）が新規出店した。

## 主要テナント
- イオン唐津店
- コムサイズム
- 武田メガネ
- オンデーズ
- エステール
- マックハウス
- スポーツオーソリティ（2012年4月13日新規出店、佐賀県初出店）
- セリア（2012年4月13日新規出店）
- カメラのキタムラ
- 福岡金文堂
- 日本旅行
- ブルーグラス
- ファンタジーアイランド
- 庄屋
- サーティワンアイスクリーム
- タカラブネ
- 村岡屋
- ミスタードーナツ
- ファンタジーアイランド
- カーブス

## ギャラリー

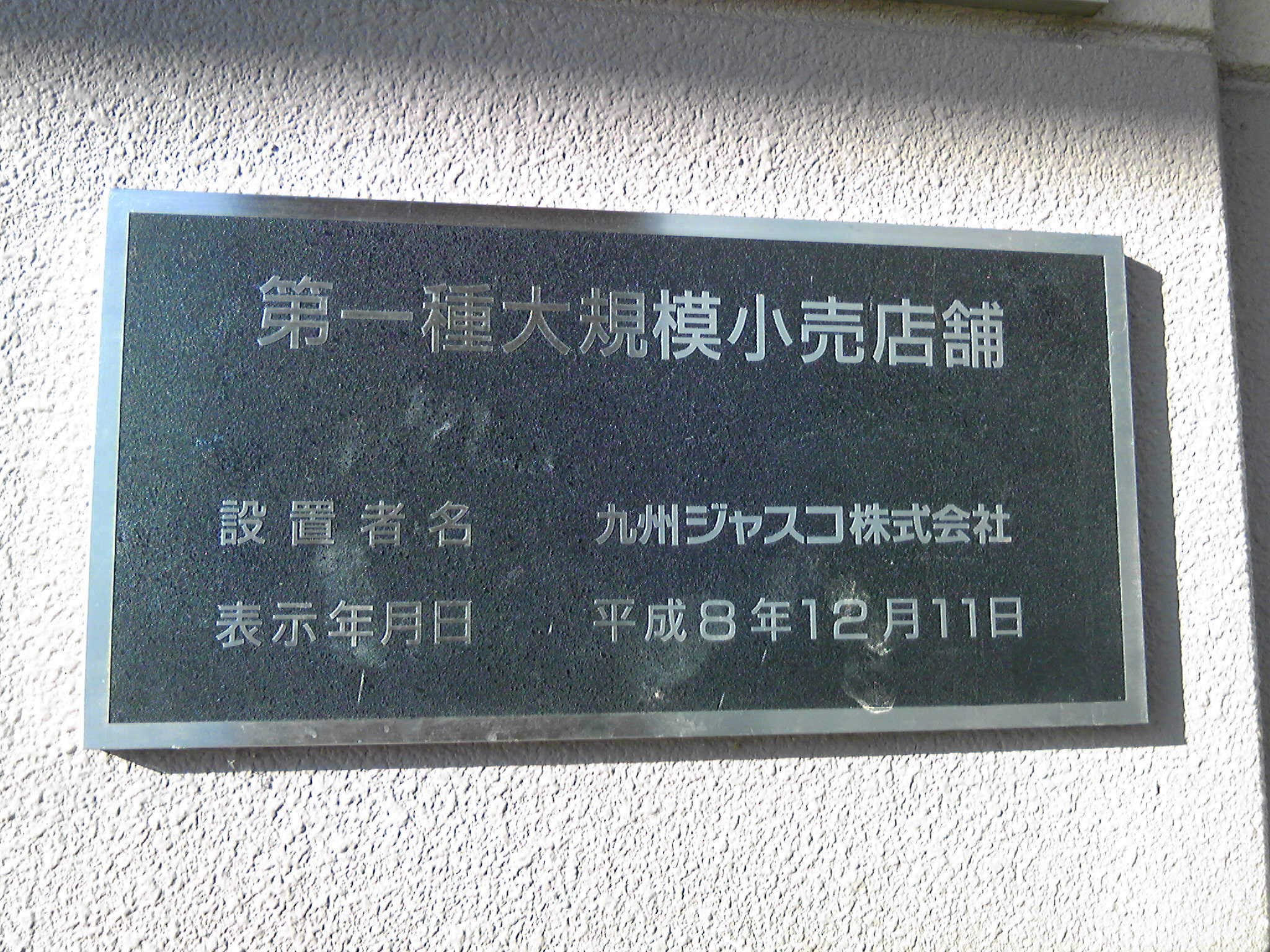
大規模小売店舗の表示板
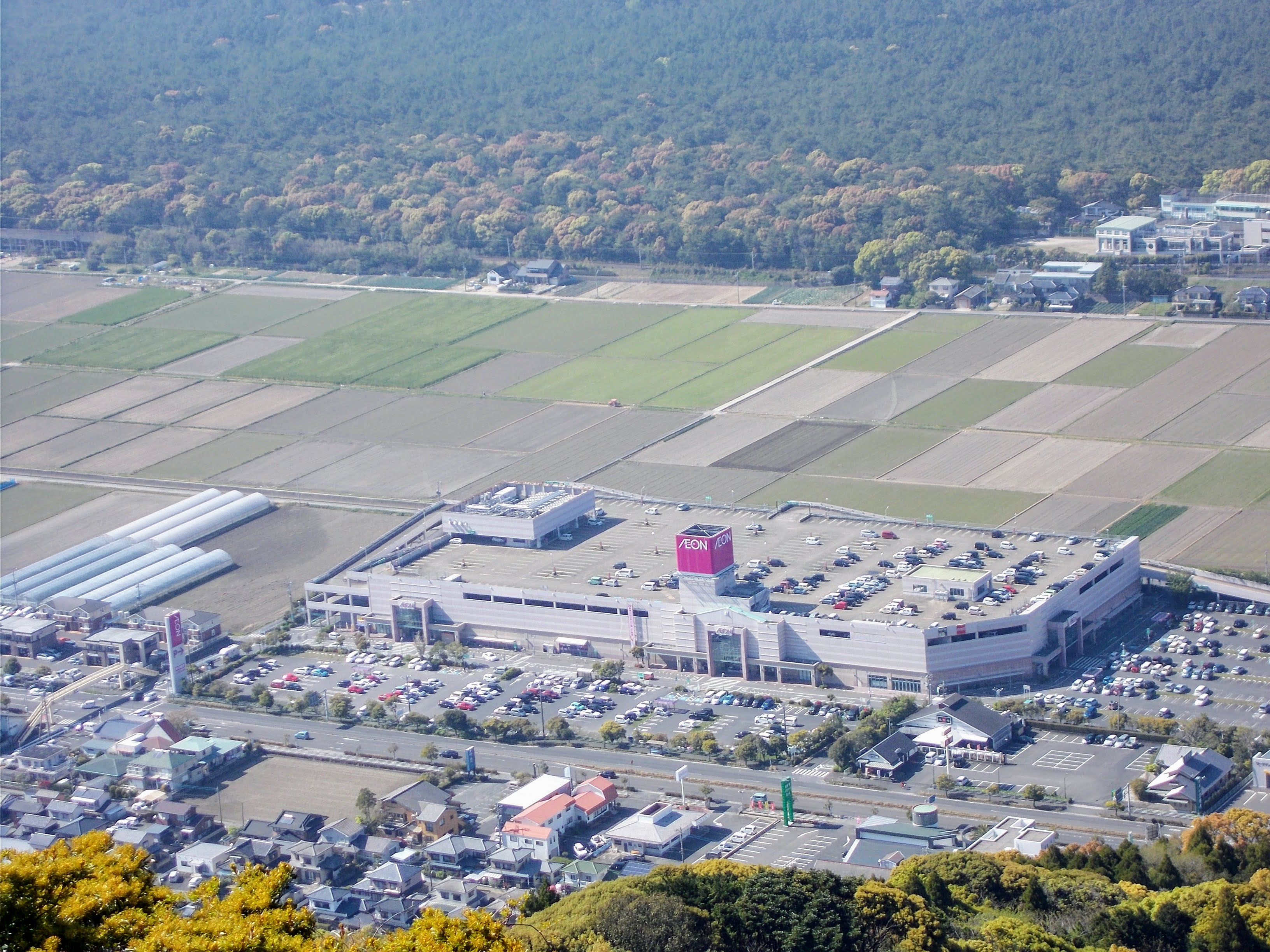
施設全景・鏡山から遠望

## アクセス
- JR筑肥線、虹ノ松原駅より徒歩5分。唐津駅から240円。
- シャトルバス「イオン号」で唐津市街地より約20分前後。無料。
- 昭和バス「イオン唐津店」バス停。